# Boeing X-53

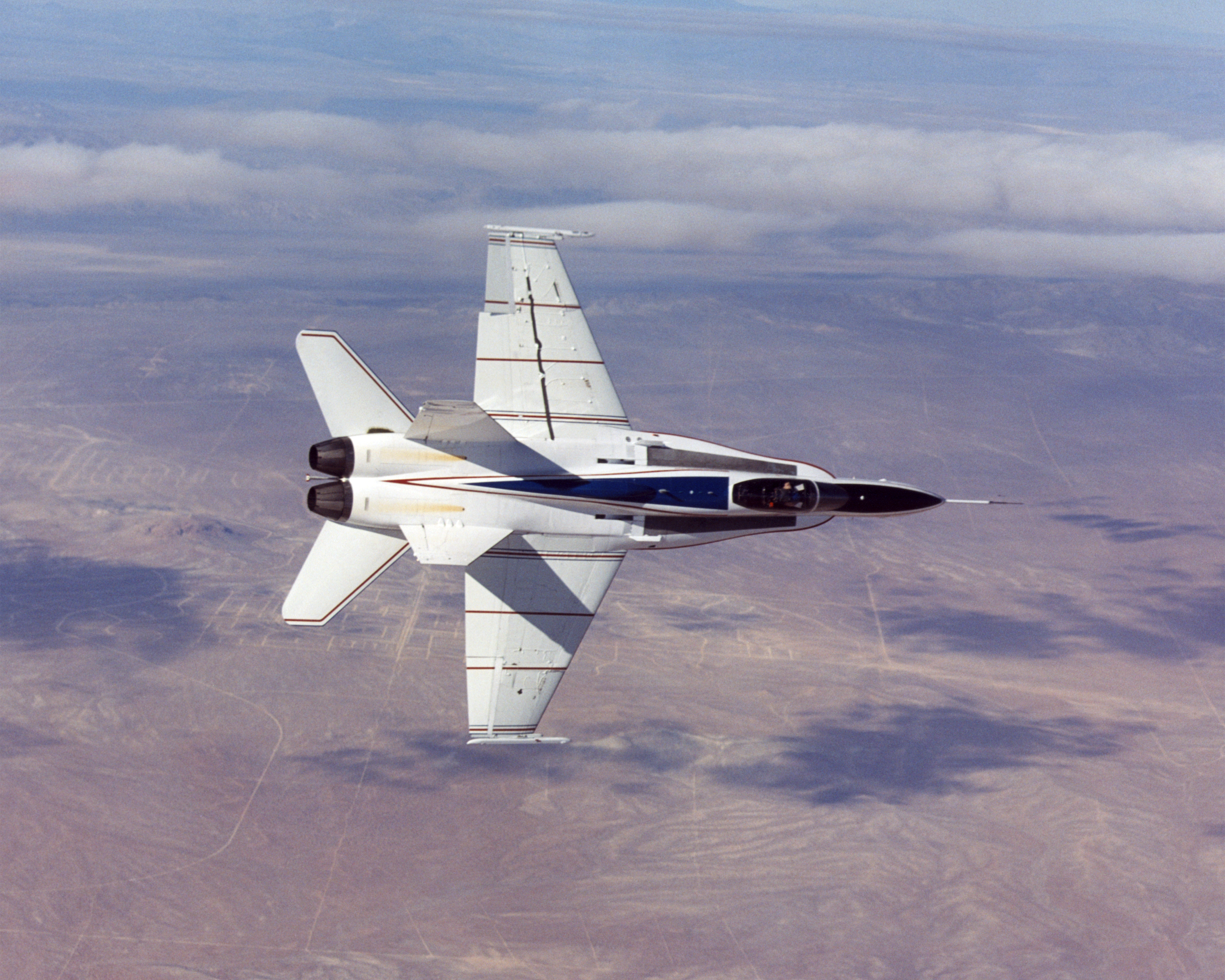
De F/A-18 Hornet omgebouwd tot de Boeing X-53. Foto: NASA

De Boeing X-53 of X-53 Active Aeroelastic Wing (AAW) is een inmiddels afgerond ontwikkelingsprogramma dat werd uitgevoerd door het Air Force Research Laboratory, de Boeing Phantom Works, NASA en het Dryden Flight Research Center. De technologie is getest op een gemodificeerde F/A-18 Hornet, omgebouwd tot de X-53. Het programma werd geleid door een groep van mensen uit deze organisaties, waaronder Ed Pendleton en Dr Ken Griffin van het AFRL, Denis Bessette en Dave Voracek van de NASA en Pete Field, Dr Jim Guffey en Eric Reichenbach van Boeing Phantom Works. Gerry Miller van de North American Aviation en Jan Tulinius leidden de ontwikkeling van het beginproject tijdens de windtunneltests halverwege de jaren 80 in dienst van de luchtmacht.

## Uitleg
De Boeing X-53 combineert aerodynamica, actieve controlemiddelen en geavanceerde structuren om efficiënter gebruik te maken van de vleugelvorm tijdens hogesnelheidsmanoeuvres. Dit wordt bereikt door middel van meerdere vleugelhoek-oppervlaktes aan de voor- en achterzijde, die onder controle worden gehouden door de fly-by-wire-technologie om te profiteren van de natuurlijke neiging van de vleugels om zich te wentelen onder luchtdruk. Bij hoge snelheden kunnen deze oppervlaktes hoge niveaus van kracht bereiken tijdens het minimaliseren van de constructielasten. Als het goed is afgesteld zal de vleugel minder draaien en in een tegenovergestelde richting naar een gebruikelijke vleugel draaien tijdens een manoeuvre.
De gemodificeerde F/A-18 vloog voor het eerst in november 2002. Hij werd officieel omgebouwd tot X-53 op 16 augustus 2006.

## Filmpjes
|  |  |

X-1 · X-2 · X-3 · X-4 · X-5 · X-6 · X-7 · X-8 · X-9 · X-10 · X-11 · X-12 · X-13 · X-14 · X-15 · X-16 · X-17 · X-18 · X-19 · X-20 · X-21 · X-22 · X-23 · X-24 · X-25 · X-26 · X-27 · X-28 · X-29 · X-30 · X-31 · X-32 · X-33 · X-34 · X-35 · X-36 · X-37 · X-38 · X-39 · X-40 · X-41 · X-42 · X-43 · X-44 · X-45 · X-46 · X-47 · X-48 · X-49 · X-50 · X-51 · X-53 · X-57 ·  X-59